# Atdabanian
Het Atdabanian is een etage in het onderste deel van het Cambrium in Siberië. In deze etage komen de oudste trilobieten voor, die in het onderliggende Tommotian ontbreken. Het Atdabanian komt waarschijnlijk overeen met de derde etage van het Cambrium in de internationale tijdschaal van de ICS en heeft dan een ouderdom tussen ongeveer 525 en 514 miljoen jaar.
Het stratotype van het Atdabanian ligt langs de rivier de Lena bij het dorp Sinskoe. Behalve biozones van trilobieten is het Atdabanian ook gebaseerd op biozones van sponzen uit de stam van de Archaeocyatha en kalkskeletjes.
In de Siberische stratigrafie volgt het Ardabanian op het Tommotian. Het wordt opgevolgd door het Botomian.
De stratigrafie van het Siberisch platform bevat voor het Cambrium een groter aantal fossiele soorten dan in andere locaties ter wereld. De Siberische etages zijn daarom belangrijk voor het onderzoek naar de ontwikkeling van het leven tijdens de Cambrische explosie. Als gevolg worden de namen van Siberische etages in het Cambrium wereldwijd veel gebruikt door paleontologen en geologen.